# هم آرجینات
هم آرجینات (به انگلیسی: Heme arginate) با فرمول شیمیایی C40H48FeN8O6+2 یک ترکیب شیمیایی با شناسه پاب‌کم 3086464 است. که جرم مولی آن ۷۹۲٫۷۰۴ گرم بر مول می‌باشد. 